# Daniel Bîrligea
Daniel Bîrligea est un footballeur international roumain né le 19 avril 2000 à Brăila. Il joue au poste d'attaquant au FCSB.

## Carrière

### En club
Né à Brăila, il s'expatrie en Italie à l'âge de 12 ans avec sa mère et sa grande sœur. Il apprend le football à l'ASD Cantera Ribolla avant de partir à Palerme FC en 2016. 
Le 26 juillet 2019, il s'engage avec la SSC Teramo avec laquelle il joue son premier match en Serie C le 22 janvier 2020 lors d'une victoire 1-0 contre l'US Catanzaro . Au cours de deux saisons, il fait 43 apparitions et marque 7 buts. 
Le 26 janvier 2022, il signe avec le CFR Cluj . Il fait ses débuts le 5 février en entrant à la 87' à la place de Claudiu Petrila lors d'un match nul 1-1 contre l'Universitatea Craiova.
Le 2 septembre 2024, un accord a été conclu pour son transfert au FCSB, rival national du CFR Cluj. Le montant du transfert est de 2 millions d'euros et 15 % d'intérêts sur un éventuel futur transfert, plus des bonus,.

### En sélection
Avec les espoirs, il participe au championnat d'Europe. Il joue les trois matchs du premier tour et la Roumanie quitte le tournoi après un nul et deux défaites.
Il est retenu dans la liste des 26 joueurs roumains du sélectionneur Edward Iordănescu pour participer à l'Euro 2024.

## Palmarès

### Club
- CFR Cluj
  - Vainqueur du Championnat de Roumanie en 2022-2023